# El Calvario (Colombie)
Pour les articles homonymes, voir El Calvario.
El Calvario est une municipalité (municipio) colombienne du département de Meta.
Le chef lieu de la municipalité de El Calvario porte le même nom.
L'altitude du territoire de la municipalité va de 400 à 4 000 mètres.
El Calvario est située dans la partie nord du département de Meta.
Comme la plupart des municipalités colombiennes, El Calvario s'est dotée de symboles modernes, dont un hymne, un blason et un drapeau (voir ci-contre).
El Calvario fut l'épicentre d'un séisme important le 24 mai 2008 (2008 El Calvario earthquake (en)).

## Histoire

### Période précolombienne et colonisation espagnole
Avant l'arrivée des Espagnols, le haut bassin du Río Guatiquía était déjà probablement peuplés d'indigènes. Certains de ces indigènes se sont maintenus tardivement, jusqu'à la période de l'indépendance.
En rive gauche du Río Guatiquía, on trouve encore des traces circulaires de constructions en pierre qui sont probablement des oratoires ou des cryptes funéraires.
Sur le plateau de San Juanito, se distinguent encore des traces de sillons très anciens qui pourraient être des restes d'anciennes cultures agricoles de cette époque.

### Période moderne
La région occupée aujourd'hui par le territoire de la municipalité de El Calvario a d'abord appartenu au gouvernement de Cundinamarca. Cette région était plus précisément sous la juridiction de l'Alcaldía Provincial de Oriente, dont le siège se situait dans l'actuelle municipalité de Cáqueza.
Les premiers colons provenaient de Fómeque et Quetame. Ce furent des chasseurs et des chercheurs de Quina, qui venaient explorer El Baldío (« Les terres incultes »).
La Guerre des deux mille jours (1890), amena de nombreux réfugiés qui fondèrent un établissement, qu'ils appelèrent El Baldío.
Au début du XXe siècle, apparut la Communauté religieuse de Marie qui commença à structurer le processus de colonisation moderne. Un des moteurs de cette colonisation fut l'exil de l'archevêque de Mosquera. Ce dernier fut dépossédé de ses biens et de son pouvoir économique sous le gouvernement de José Hilario López. Don José Lara de Trasmeta et le curé des Grâces (parroco de las Mercedes), se sont alors installés dans cette région fertile. Ils fondèrent la hacienda San Antonio où reposent aujourd'hui les époux Lara.
En 1911, le hameau fut fondée par la Communauté Montfortienne. Le père Jean-Baptiste Arnaud (Juan Bautista Arnaud), missionnaire français de la Compagnie de Marie venant de Quetame en traversant le páramo de las Burras, changea le nom du hameau en El Calvario, en référence aux efforts et difficultés rencontrés pour atteindre ce lieu isolé.
L'arrivée de l'église catholique fut bientôt suivie de celle de l'instruction publique. Carmen Agudelo et Mercedes de Herrera furent parmi les premières enseignantes payées (200 centavos par mois et par enfant) par les pères.
Les premières activités commerciales furent la vente de graisse de porc et de canne à sucre à Fómeque et Quetame.
Lors du recensement civil de 1912, la population s'élevait à 412 personnes. Le père Arnaud et le vicaire apostolique de San Martin fondèrent alors les villages de San Francisco (Saint François) et San Isidro (Saint Isidore).
Parmi les premiers colonisateurs, on trouve le nom des familles Choachí, Caqueza, Fosca, Junin et Ubaque. Les descendants de ces colonisateurs se retrouvent aujourd'hui dans les familles Santiago, Velásquez, Parrado, Herrera, Rincón, Agudelo, Bobadilla,...
En 1916, El Calvario fut rattaché à Villavicencio, avec le statut de corregimiento. Puis El Calvario fut déclaré municipio (« municipalité »), incluant les inspecciones de policía de San Francisco, Montfort et l'actuelle municipalité (« municipio ») de San Juanito au nord. Ce rang de municipalité ne fut officialisé qu'en 1955 par le décret no 180. Plus tard, en 1981, San Juanito fut séparé de El Calvario et devint une autre municipalité à part entière.
En 1950 la cloche de l'église fut bénie sous le nom de « Francesca », en l'honneur de l'archevêque de l'époque.

## Géographie

### Limites
- Nord : Municipalité de San Juanito.
- Ouest : Municipalités de Quetáme et Guayabetál.
- Sud : Municipalité de Villavicencio.
- Est : Municipalités de Restrepo et Cumaral.

### Hydrographie
La municipalité est parcourue par de nombreux ruisseaux et torrents issus de la Cordillère orientale.
En particulier, le territoire contient tout ou partie des bassins suivants, avec leurs affluents :
- Río Santa Bárbara, et ses affluents :
  - Quebradas : Pan de Azúcar, La Escandalosa, La pedregosa, Azucena, La Tigrera, Brasil, Panela, Fosquita, El Chorrerón, Mesalinda, San Cristóbal, La Paila y la Pailita, Chiquita, San Bernardo, Arenales, La Plata, La Esperanza, Capo Alegre,
  - Caños : El Aguardiente, Hondo, San José, la Cruz, Ruchico, Duraznal, La cumbre, Panotico,
  - Lagunas : La Desfondada, La de los Patos, Regadas, La Estancada ;

- Quebrada Honda, et ses affluents :
  - Quebradas El Tigre, Los Buitres, El Duende, La Sapa, Colorada, El Pito,
  - Caños Aguardiente, Blanco, Caliche, Seco ;

- Río Guatiquía (bassin médian), et ses affluents :
  - Quebradas Colorada, Panjuila, El Carmen, Las Guatilas, Desfiladera, El Retiro, Hoya grande, Mira flores, La Palmareña, La Zapa, San Miguel,
  - Caños : Del Horno, Negros, Quebrada, Aguardiente.

## Économie
Les principales activités sont :
- l'agriculture à vocation commerciale, avec en particulier :
  - la narangille (lulo),
  - le haricot rouge (fríjol bola roja),
  - la mûre (mora),
  - la passiflore (curuba), variété Passiflora tripartita mollissima
  - le tamarillo (tomate de árbol), variété Solanum betaceum ou Cyphomandra betacea (Cav.) Mes Fruits d Amerique Latine,
  - la canne à panela (caña panelera),
  - le maïs (maíz),
  - l'arrow-root ou herbe aux flèches (sagú), variété Maranta arundinacea),
  - le café (café),
  - la banane (plátano),
  - la canne à sucre (caña) ;

- l'agriculture à vocation vivrière domestique, avec en particulier :
  - le pois (arveja),
  - l'oignon (cebolla larga),
  - la carotte (zanahoria),
  - le chou commun (repollo), variété Brassica oleracea,
  - l'arracacha (arracacha), variété Arracacia xanthorriza
  - le potiron (ahuyama), variété Cucurbita maxima,
  - la chayote (güatilla), variété Sechium edule,
  - la passiflore (curuba), variété Passiflora tripartita mollissima ;

- l'élevage, avec en particulier :
  - bovins (ganaderia), 4 048 bêtes en 2004, élevées pour le lait principalement : 1 248 000 litres par an en 2004,
  - porcins (porcinos), races : Landrace, Yorkshire et Poland China,
  - volailles (aves),
  - lapins (conejos),
  - ovins, en diminution,
  - chevaux, pour le trait,
  - pisciculture : truite arc-en-ciel, tilapia ou saint-pierre (mojarra), carpe.